# Джонсон, Бен
Бе́нджамин Джо́нсон или Бен Джо́нсон (англ. Benjamin Jonson; 11 июня 1572, Вестминстер, Лондон или Лондон — 6 [16] августа 1637[…], Лондон) — английский поэт, драматург, актёр и теоретик драмы.

## Биография
Биографические сведения о нём, как и о Шекспире, размыты и неоднозначны. Известно, что Бен Джонсон учился в Вестминстерской школе под руководством и, возможно, на средства историка Уильяма Кэмдена и получил там хорошее образование; есть указания, что после окончания школы он был каменщиком. Материалы, относящиеся к биографии Джонсона, в большинстве случаев носят легендарный характер. Имеются довольно обстоятельные воспоминания о Бене Джонсоне шотландского поэта Уильяма Драммонда, в которых изложены взгляды Бена Джонсона на искусство, его отношения к другим поэтам, к театру, но и приведённые здесь данные о Джонсоне недостоверны. Джонсон был одним из наиболее образованных людей своего времени, но неизвестно, каким путём он получил образование. Он был избран магистром искусств в двух университетах, посвящал им свои произведения, но нет никаких данных о том, что он был связан с научной жизнью университетов или даже учился в каком-либо из них.
Бен Джонсон служил наемным солдатом в войсках Френсиса Вира во Фландрии, потом около 1592 года вернулся в Англию. Около 1597 года он поступил в театральную труппу Ф. Хенслоу, где был как актером, так и автором пьес. Он прославился своей физической силой и храбростью, в 1598 году поссорился с актером Спенсером и убил его на дуэли, за что был арестован, но был помилован благодаря своим влиятельным друзьям. Во время своего тюремного заключения Джонсон стал католиком, но в 1610 году вновь стал англиканином.
Самым достоверным биографическим материалом являлось бы его творчество, но и оно очень мало исследовано, авторство многих приписываемых ему произведений сомнительно: в его время широко практиковалось коллективное писание и переделывание произведений для сцены. Кроме того, отсутствие закона, даже понятия об авторском праве давало возможность «пиратским издательствам» «переделывать заново» любое произведение и ставить имя любого автора на выпускаемой книге, разумеется, достаточно популярное. Вне всякого сомнения, некоторые произведения Бена Джонсона переделаны кем-то, некоторые написаны им в сотрудничестве с другими, а некоторые просто ему приписаны. Бесспорно принадлежащими Бену Джонсону можно считать только небольшое количество комедий и стихов, изданных им самим при жизни, но под его именем известно около пятидесяти отдельных произведений.

## Творчество
Первая комедия Бена Джонсона — «Всяк в своём нраве» — была для Лондона приблизительно тем же, чем «Горе от ума» — для Москвы. Эта комедия была написана в господствовавшем тогда духе: все персонажи получили итальянские имена и действие происходило в Италии в неопределённое время, но лондонцы сразу узнали себя; тогда Джонсон имена действующих лиц заменил английскими и действие перенёс в Лондон. Комедия была поставлена в аристократическом театре «Глобус», и о ней сразу заговорили, так как елизаветинский Лондон и его обитатели были изображены в мало замаскированном и довольно непривлекательном виде. Осмеяние определённых лиц или групп в комедиях известно ещё со времён Аристофана, но в Англии до Бена Джонсона на это были только слабые намёки, он же установил твёрдую форму бытовой комедии, близкой к сатире. Он удачно и жестоко высмеял современный ему общественный порядок и представителей разных социальных групп — блестящий двор Елизаветы, проматывавших в городе свои замки аристократов и поднимавших голову буржуа-пуритан.
Его комедии пользовались скандальным успехом, их особенно ненавидела аристократия, которую Бен Джонсон изображал глупой и никчёмной. За оскорбление судей, чиновников и солдат его вызывали к верховному судье; за оскорбление шотландской аристократии, после того как шотландский король уселся на освободившемся троне Англии, ему собирались отрезать нос и уши, и только благодаря заступничеству духовенства Бен Джонсон избежал этой участи. Не меньшим успехом пользовались и другие его комедии, из которых особенно выделялись: «Эписин, или Молчаливая женщина», «Алхимик», «Варфоломеевская ярмарка» (последняя — настолько широкая картина нравов, что Уильям Теккерей впоследствии взял её за основу, изображая свою «Ярмарку Тщеславия»). После выхода в свет каждой новой комедии Джонсон наживал себе всё большее количество врагов. Он писал также трагедии из жизни древнего Рима, например «Падение Сеяна», но они больше сделаны учёным, чем созданы поэтом. Он превосходно знал классическую литературу, читал греков и римлян в подлинниках.
Бен Джонсон показал себя большим мастером и в художественном оформлении «масок» — придворных балов-маскарадов: писал к ним тексты и создавал сюжеты, в большинстве случаев с установкой на аллегорию и классические мифы. Эту отрасль искусства он довёл почти до оперы-балета.
Бен Джонсон одинок в литературе своей эпохи. Тогдашняя английская драма казалась ему недостаточно правдоподобной. Соблюдение законов античной трагедии и комедии было для него гарантией против вычурности, искусственности и фантастики. В древних литературах он видел образцы правдивости, простоты и гармонии со здравым рассудком. Творчество Джонсона — реакция против крайностей воображения и эмоциональности в английской драме времён Елизаветы; Бен Джонсон требует изображения живых людей, как они есть, без преувеличений; но при всей своей одарённости он не был реформатором английского театра. Шекспир дал тех живых людей, изображение которых не удавалось Джонсону. Если последний и уклонялся от гиперболизма, которому не чужд был и Шекспир, то он впадал в другую крайность. Его характеры — олицетворения какой-нибудь одной страсти или необычного свойства, «странности», как он выражается, а не живые индивидуальности с многообразием черт как личных, так и типичных. Этот схематизм лишает образы Джонсона той конкретности, к которой он стремится. Но этот же схематизм, упрощая художественные задачи автора, облегчал выработку высокой композиционной техники, временами более совершенной у Джонсона, чем у значительнейших драматургов елизаветинской поры.

## Господство Бена Джонсона
Джонсон процветал как драматург во время первого десятилетия правления Якова I. К 1616 он написал все пьесы, от которых зависела его репутация как драматурга. Включая трагедию «Заговор Катилины» (Catiline), которая достигла лишь небольшого успеха, и комедии «Вольпоне» (Volpone), «Эписин, или Молчаливая женщина» (Epicoene, or the Silent Woman (обе 1609)), «Алхимик» (The Alchemist (1610)), «Варфоломеевская ярмарка» (Bartholomew Fair (1614)) и «Чёрт выставлен ослом» (The Devil is an Ass (1616)). «Алхимик» и «Вольпоне» сразу же стали успешными.
Его проблемы с английскими властями продолжались. В 1603 его допрашивал тайный совет о его политической пьесе о коррупции в Римской Империи — «Сеян» (Sejanus). У него также были проблемы с пьесами, в которых были политические темы. После покушения на короля Якова, он был приглашен тайным собранием для того, чтобы убедить некого священника сотрудничать с правительством; этим священником стал Отец Томас Райт, который слышал исповедь Гая Фокса.
В то же время, Джонсон преследовал более престижную карьеру писателя для театра масок двора Якова. «Сатир» (The Satyr) и «Маска тьмы» (The Masque of Blackness) две из пары дюжин постановок, которые он написал для Якова и королевы Анны; последняя была восхвалена Суинберном, как пример несуществующей до тех пор смеси танцев, представлений и речи.
В 1616 его пенсия составляла 60 фунтов стерлингов в год, после чего его начали считать первым поэтом-лауреатом Англии. Этот знак королевской милости вдохновил его на выпуск первой серии работ за этот год. Другие работы вышли в 1640—1641 и 1692 годах.
В 1618 он пешком отправился в свою родную Шотландию. Тут он провел больше года и лучшим на его памяти гостеприимством обладал шотландский поэт Драммонд из Готорндена. Драммонд старался записывать в дневник как можно больше о своем общении с Джонсоном, таким образом раскрывая личность Джонсона. Его мнения, в кратких отчетах Драммонда, имеют экспансивные и даже повелительные настроения. В комментарии, добавленном Драммондом, он описан как «большой любитель похвалить себя, не уважающий распутную власть».
Будучи в Шотландии, он был признан почетным гражданином Эдинбурга. По возвращении в Англию, он был награждён почетной степенью Магистра Искусств Оксфордского университета.
Период между 1605 и 1620 можно рассматривать как рассвет Джонсона. Помимо популярности на публичной сцене и королевского двора, он пользовался покровительством аристократов, таких как Элизабет Сидни. Эта связь с семьёй Сидни дала толчок к написанию одного из самых знаменитых его стихов «К Пенхерсту» (Penshurst).

## Упадок и смерть
1620 год стал началом длительного и медленного упадка Джонсона. Он все ещё оставался известным; с этого времени известными становятся «Сыны Бена» или «Клан Бена», молодые поэты, такие как Роберт Геррик, Ричард Лавлейс и Джон Саклинг, на чьи стихи повлиял Джонсон. Однако серия неудач высосала его силы и нанесла урон его репутации.
Джонсон возобновил написание пьес в 1620, но они не рассматриваются как его лучшие. Они представляют значительный интерес в изучении культуры Англии Карла I. «Склад новостей», к примеру, предлагает взгляд на раннюю стадию развития английской журналистики. У этой пьесы был холодный прием, однако ничто не сравнится с провалом The New Inn, холодный прием этой пьесы вынудил Джонсона написать поэму, осуждающую его аудиторию (the Ode to Myself), которая вынудила Томаса Кэрью, одного из «племени Бена», ответить стихотворением, в котором он просит Джонсона признать свой упадок.
Несмотря на удары, которые он испытал в 1620, Джонсон продолжал писать. На момент его смерти в 1637 он, по-видимому, работал над очередной пьесой, «Печальный пастух». Хотя были написаны только два с половиной акта, они представляли новое для Джонсона направление: пасторальную комедию. В ранние 1630 он вел переписку с Джеймсом Хауэллом, который предупредил его о немилости при дворе после диспута с Jones.
Джонсон похоронен в Уголке поэтов в Вестминстерском аббатстве, c надписью «O Rare Ben Johnson» выбитой на его надгробии. Было предположение, что это должно читаться как «Orare Ben Jonson» (молитва за Бена Джонсона), которое показывает возвращение к католицизму на смертном одре, но между «О» и «rare» есть расстояние. Исследователи полагают, что это дань от Уильяма Давенанта, его преемника, так как такая же фраза появится на его надгробии. Тот факт, что он похоронен в вертикальной могиле может быть свидетельством его материального положения на момент смерти, к тому же было написано, что Джонсон просил для могилы ровно 18 квадратных дюймов от монарха и получил вертикальную могилу, чтоб поместиться на этом месте.

## Поэзия
Поэзия Джонсона, также как драма, основана на его классических учениях. Некоторые из его знаменитых стихов — точные переводы греческих или римских текстов. Джонсон, в значительной степени избегал дебатов о рифме и акценте, который поглотил елизаветинских классиков, таких как Campion и Harvey. Используя и рифму, и акцент, Джонсон подражает классическим качествам простоты, сдержанности, и точности.
«Эпиграммы» (изданные в 1616 г) являются началом жанра, который был популярен среди последних елизаветинских и Относящихся к эпохе Якова I зрителей, хотя Джонсон был, возможно, единственным поэтом своего времени, чтобы работать в его полном классическом диапазоне. Эпиграммы выражают различные отношения, больше всего, но не все их от сатирического запаса дня: недовольство женщинами, придворными, и шпионами имеются в большом количестве. Обвинительные стихи являются короткими и анонимными; похвальные эпиграммы Джонсона, включая известное стихотворение to Camden и строки Люси Хэрингтон, несколько дольше и главным образом адресованы определенным людям. Хотя это — эпиграмма в классическом смысле жанра, «On My First Son» не является ни сатирическим, ни очень коротким; стихотворение, и другие похожие, напоминают то, что более поздний возраст иногда назывался «лирической поэзией». Стихи «The Forest» также появились в первом фолианте. Большинство из этих пятнадцати стихов были адресованы аристократическим сторонникам Джонсона, но самым известным является его стихотворение, которое было написано в загородном доме «To Penshurst» и стихотворение «To Celia» («Come, my Celia, let us prove»), который появляется также в «Volpone».
Underwood, изданный в расширенном фолианте в 1640, является большей и более гетерогенной группой стихов, содержащее «A Celebration of Charis» — огромное количество любовных стихов; различные религиозные части, восхваляющие произведения Шекспира и сонету On Mary Wroth; «Execration against Vulcan» и другие. Данный фолиант также содержит три элегии, которые часто приписывались Донну (один из них появился в посмертных стихах Донна).
Также Бену Джонсону приписывают авторство известного афоризма: «Хорошая жизнь — самый неопровержимый аргумент».
Если репутация Джонсона как драматурга была тесно связана с Шекспиром, его репутация, как поэта, начиная с начала двадцатого века, была связана с Джоном Донном. В этом сравнении Джонсон представляет рыцарское направление поэзии, которая подчеркнула изящество и ясность выражения; Донн, в отличие от этого, воплощал метафизическую школу поэзии, с её уверенностью относительно напряженных, причудливых метафор и часто неопределенного выражения. Так как критики, которые сделали это сравнение (Герберт Грирсон, например), были должны до переменных степеней, открывающих вновь Donne, это сравнение часто работало в ущерб репутации Джонсона.
В его время, тем не менее, Джонсон был таким же влиятельным, как и Donne. В 1623, историк Эдмунд Болтон назвал его лучшим и наиболее блестящим английским поэтом. Это суждение было широко использовано, и сильно повлияло на младших поэтов. Основания для того, чтобы описать Джонсона как «отца» рыцарских поэм ясны: многие из таких поэтов описали себя как его «сыновья» или его «кланом». Во всех этих отношениях Джонсон может быть расценен, как самое важное лицо в предыстории английского неоклассицизма.

## Отношения с Шекспиром
Существует много легенд о соперничестве между Джонсоном и Шекспиром, некоторые из которых, возможно, правдивы. Уильям Драммонд отмечал, что во время их беседы с Джонсоном тот насмехался над двумя очевидными нелепостями в Шекспировских пьесах: бессмысленной строкой в «Юлии Цезаре» и тем, что Шекспир поместил действие «Зимней сказки» на несуществующее морское побережье в Богемии. Достоверно это свидетельство или нет, но такое замечание Джонсона вполне согласуется с его широко известными теориями в области литературы.
В Timber — посмертно изданной работе, отразившей практический опыт всей его жизни, Джонсон приводит более полный и куда менее резкий комментарий. Он вспоминает высказывания некоторых актёров о том, что Шекспир никогда не вычеркивал ни строчки из того, что писал, на что Джонсон обыкновенно отвечал: «Да хоть бы он вычеркнул тысячу». Эта фраза воспринималась, как злобствование с его стороны, однако Джонсон объясняет:

«Он был действительно честен, имел открытую и свободную натуру, обладал превосходной фантазией, смелыми взглядами и мягкостью речи, в которой он растекался с такой лёгкостью, что порой его просто необходимо было остановить».
Оригинальный текст (англ.)He was, indeed, honest, and of an open and free nature, had an excellent phantasy, brave notions, and gentle expressions, wherein he flowed with that facility that sometimes it was necessary he should be stopped.

«В нём было куда больше достойного хвалы, нежели прощения», — заключает Джонсон. А когда Шекспир умер, Джонсон сказал: «Он не принадлежал эпохе — он на все времена».
В стихотворении «To the memory of my beloved, The AUTHOR, Mr. William Shakespeare: And what he hath left us» (втором из тех двух, что Джонсон представил для вступительной части к Первому фолио) Джонсон наиболее откровенно выразил своё отношение к Шекспиру, что в значительной степени способствовало формированию традиционного взгляда на поэтическое творчество Шекспира, который, несмотря на «smalle Latine, and lesse Greeke», обладал природным талантом:
Yet must I not give Nature all: Thy Art,

My gentle Shakespeare, must enjoy a part.
В этом опусе Джонсон явно противополагает себя, образованного и эрудированного классициста, коему свойственно презрение к невежеству и скептическое отношение к массам — Шекспиру, представленному в стихотворении как некое природное чудо, гений которого не подчиняется никаким правилам, иначе как диктуемым аудиторией, для которой он пишет.
Существует картина «Бен Джонсон и Уильям Шекспир» (английская надпись на её обратной стороне гласит: «Ben Jonson and William Shakespeare by Isaak Oliver, 1603»), принадлежащая, предположительно, голландскому художнику начала XVII века Карелу ван Мандеру (хотя надпись на обороте указывает на другого художника — Исаака Оливера). Она изображает шахматную партию двух английских драматургов — Бена Джонсона и Уильяма Шекспира. Поддаётся реконструкции шахматная позиция и комбинация, изображённая на ней.

## Издания
Первое полное собрание сочинений Бена Джонсона вышло ещё при его жизни — событие для того времени необычайное: он первый поэт в Англии, сам издавший свои произведения. Но потом, на протяжении трёх веков, его издавали чрезвычайно редко; так, полное критическое собрание его сочинений издано только в 1816 году и переиздано в 1875 году, в издании Джиффорда.
- Джонсон, Бен. Эписин, или Молчаливая женщина / Пер. Я. и Р. Блох. — Пг.: Петрополис, 1921;
- Джонсон, Бен. Драматические произведения: в 2 т. / Редакция, вступит. статья и примечания И. А. Аксёнова, предисловие И. И. Анисимова. — М.; Л.: Academia, 1931. — Т. I;
- Джонсон, Бен. Драматические произведения: в 2 т. / Редакция, вступит. статья и примечания И. Аксёнова. — М.; Л.: Academia, 1933. — Т. II — 696 с.;
- Джонсон, Бен. Вольпоне, или Хитрый лис: Комедия в 5-и актах / Пер. П. Мелковой; Ред. и предисл. А. Смирнова. — М.: Искусство, 1954. — 191 с.;
- Джонсон Б. Варфоломеевская ярмарка: Комедия в 5-и актах / Пер. Т. Гнедич. — М., 1957;
- Джонсон, Бен. [lib.ru/INOOLD/DZHONSON/jonson_volpone.txt Пьесы «Вольпоне»], [lib.ru/INOOLD/DZHONSON/jonson_alchemist.txt «Алхимик»], [lib.ru/INOOLD/DZHONSON/jonson_fair.txt «Варфоломеевская ярмарка»], [lib.ru/INOOLD/DZHONSON/jonson_catilina.txt «Заговор Катилины»] / [lib.ru/INOOLD/DZHONSON/jonson.txt Вступит. статья], примеч. и ред. переводов с англ. А. Смирнова. — М.; Л.: Искусство, 1960. — 750 с. («Библиотека драматурга»);
- Джонсон, Бен. Заметки или наблюдения над людьми и явлениями, сделанные во время ежедневного чтения и отражающие своеобразие отношения автора к своему времени / Критические очерки. Пер. В. Т. Олейника // Литературные манифесты западноевропейских классицистов. — М., «Московский университет», 1980. — Стр. 174—201, 538—540, 540—543. То же: // М., «Московские учебники и картолитография», 2006. — 31 с.: илл. (Серия «Педагогические советы»: спец. прил. к журн. «Лицейс. и гимназ. образование». — № 3. — 2006);
- Джонсон, Бен. [lib.ru/INOOLD/DZHONSON/jonsonn_deuse.txt Чёрт выставлен ослом]: Комедия в 5-и действиях / Пер. Г. Кружкова // Младшие современники Шекспира: Т. Мидлтон, У. Роули, Дж. Форд, Дж. Уэбстер, Б. Джонсон, Дж. Шерли / Под ред. А. А. Аникста, [lib.ru/SHAKESPEARE/shks_contemporaries.txt предисловие] А. Горбунова. — М.: издательство Московского университета, 1986. — Стр. 397—488 («Университетская библиотека»);
- Джонсон, Бен. «Вести из Нового света, открытого на Луне», «Маска, как она была представлена при дворе в присутствии короля Якова I» / Пер. В. К. Ланчикова // «Столпотворение». — № 4/5. — 2000;
- Джонсон, Бен. «Вызов на турнир во время брачного празднества», «Новости из Нового мира, обнаруженного на Луне», «Маска, как она была представлена при дворе перед королем Яковом» / Пер. В. Н. Забалуева // Современная драматургия. — 2011. — № 1. — Стр. 243—250.

## Образ Джонсона в кино
- Аноним / Anonymous (2011; Великобритания, Германия, США), режиссёр Роланд Эммерих, в роли Джонсона — Себастьян Арместо.
- Чистая правда / All Is True (2018; Великобритания), режиссёр Кеннет Брана, в роли Джонсона — Джерард Хоран[англ.].